# Друкарня Києво-Печерської лаври
50°26′08″ пн. ш. 30°33′31″ сх. д. / 50.435417° пн. ш. 30.558515° сх. д.
Друка́рня Києво-Печерської лаври утворена 1615 року Єлисеєм Плетенецьким, який використав для цього обладнання Стрятинської друкарні, купленої у Гедеона Балабана.
Друкарня випускала церковно-службову, богословську, навчальну, світсько-полемічну літературу та віршовані твори.
Більшість видань друкарні виходило старослов'янською мовою, але друкувались книги й іншими мовами. Характерною особливістю було намагання видавців наблизити книги до читача через переклад деяких розділів на мову, близьку до розмовної.
Деякий час друкарня Києво-Печерської лаври була єдиною у Києві. В 1620-х роках книги видавали також типографії Тимофія Олександрова («Часослов», 1626) та Спиридона Соболя («Лимонарій Іоанна Мосха», 1628; «Октоїх», 1628; «Апостол», 1630). По тому митрополит Петро Могила намагався запровадити за Києво-Печерською друкарнею виключне право друкування церковно-службової літератури.

## Видавнича діяльність
20 грудня 1616 року в Києві видали першу книгу — «Часослов».
1616—1624 — Є.Плетенецький видав 11 значних творів релігійного, історичного та полемічного характеру, зокрема, Антологіон (1619), Номоканон (1620, 1624), Служебник (1620).
Протягом короткого часу при друкарні утворився гурток учених, просвітників, письменників — так званий Києво-Могилянський атеней. Активну роль у ньому відігравали Захарія Копистенський, Памво Беринда, Лаврентій Зизаній, Тарасій Земка та багато інших.
Більшість видань складала церковно-службова література. У Києві кількома виданнями вийшли «Служебник», «Псалтир», «Номоканон», «Тріодь», «Акафіст» тощо. Діячі згаданого гуртка переклали та відредагували «Бесіди Іоана Златоуста на 14 послань Св. Ап. Павла» (1623) та «Бесіди Іоана Златоуста на дії Св. Апостолів» (1624). 1625 року в Лаврській друкарні видали ще один значний богословський твір — «Тлумачення Андрія Кесарійського Апокаліпсису Іоана Богослова». 1646 року було видано «Требник» Петра Могили. Видання богословських книг було одним із засобів боротьби проти католицизму й унії.
Лаврська друкарня видавала і навчальні книги. Поряд з «Часословом» видала «Лексикон слав'янороскій» (1627), укладений Памвою Бериндою. Дуже популярним було «Євангеліє учительне» (1637) — збірник повчань у недільні дні, вибраних із творів Івана Золотоустого.
Видання Києво-Печерської друкарні відзначались високою поліграфічною технікою. Більшість із них, особливо богословські твори, видавались форматом «в аркуш». Такі книги мали парадний вигляд, а, отже, коштували дорого. Книги, розраховані на масовіший вжиток («Часослов», «Псалтир», «Лексикон»), віршована література друкувалась в піваркуша.
Лаврські видання починались з титульного аркуша, прикрашеного гравюрами на сюжет книги. Крім назви книги, на ньому зазначалися рік і місце видання. Зі зворотної сторони вміщували герб меценатів друкарні і вірші, які тлумачили геральдичні знаки. Як правило, книги супроводжувались передмовами, присвятами, післямовами.
Папером Лаврську друкарню забезпечувала папірня в Радомишлі.

## Список видань
Список окремих видань друкарні Києво-Печерської лаври:
- Часослов (1616, 1626)
- «Візерунок цнот» (1618)
- Анфологіон (1619)
- Номоканон (1620, 1624, 1629)
- Служебник (1620, 1629)
- Касіян Сакович. «Вѣршѣ на жалосный погребъ зацного рыцера Петра Конашевича Сагайдачного…» (1622)
- Тріодь (1623, 1627, 1631, 1640, 1646)
- Бесіди Іоана Златоуста на 14 послань Св. Ап. Павла (1623)
- Бесіди Іоана Златоуста на дії Св. Апостолів (1624)
- Акафіст (1625, 1629)
- Копистенський З. «Казанье на честном погребі Еліссеа в ієросхимомонасех Евфиміа Плетенецкого» (1625)
- Тлумачення Андрія Кесарійського Апокаліпсису Іоана Богослова (1625)
- Лексикон словенороський (1627)
- «Авви Дорофеа поученія» (1628)
- «Агапита діакона главизны поучительны» (1628)
- Псалтир (1629)
- «Имнологіа… пану, пастиру, опекунови и добродѣєви своєму през дѣлатели в типографіи в даруночку низко принесенаа» (1630)
- «Евфонія веселобриняча Петру Могилі» (1633)
- Бесіди Макарія Єгипетського (1634, передрук із книги виданої у Вільному 1627 року)
- «Антологіа, сирѣч молитвы и поученія душеполезная» (1636, укладач і автор передмови — Петро Могила)
 — збірка присвячена молоді Київської братської школи.[5] Мала 860 сторінок.[1] Особлива цінність «Антології» у тому, що релігійні тексти у ній (молитви, євангельські та апостольські читання, біблійні та церковно-богослужбові тексти) написані церковнослов'янською мовою, а так звані «науки» і «роздуми», різного роду повчання й поради митрополита Петра Могили для спудеїв, викладені тогочасною руською мовою.[5]
- Євангеліє учительне (1637)
- Атанасій Кальнофойський «Тератургіма» (1638, польською мовою)
- «Казанье на погребеніе Князя Четвертинскаго» (1641)
- «Полуустав или правило истиннаго християнскаго жития» (1643)
- «Собрание короткой науки о артикулах веры» митрополита Петра Могили (1645)
- Требник Петра Могили (1646)
- Синопсис Київський (1674)
- Іфіка Ієрополітика (1712)